# Григорьев, Роберт Фролович
Ро́берт Фро́лович Григо́рьев (1928—2002) — советский криптограф, полковник госбезопасности, доктор технических наук, профессор, действительный член Академии криптографии РФ, Заслуженный деятель науки РФ.

## Биография
Родился в 1928 году в городе Дно в семье служащих.
С 1943 года участник Великой Отечественной войны в составе партизанского отряда, в 1944 году получил тяжёлое ранение в бою за населённый пункт Большие Павы. Награждён Орденом Красной Звезды. 
С 1949 года, после окончания Ленинградского индустриального техникума, работал преподавателем в Ленинградского ремесленном училища. С 1955 года, после окончания Военной академии связи им. С. М. Буденного, служил в органах радиоразведки КГБ при СМ СССР и в частях ГУСС при ЦК ВКП(б). 
В 1970 году был назначен начальником Кафедры радиоразведки (СК-8) Высшей школы КГБ СССР им. Ф. Э. Дзержинского. С 1973 по 1979 годы был членом учёного совета ИЗМИР АН СССР. С 1983 года  заместитель начальника Научно-исследовательского центра Восьмого Главного управления КГБ по научной работе.
С 1991 года — профессор Института криптографии, связи и информатики и действительный член Академии криптографии Российской Федерации, академик Международной академии связи.
Проживал в городе Москве. Умер 6 ноября 2002 года.

## Награды

### Ордена
- Орден Трудового Красного Знамени
- Орден Отечественной войны 2-й степени
- Орден Красной Звезды

### Знаки отличия
- Почётный сотрудник госбезопасности
- Почётный радист

### Звания
- Заслуженный деятель науки РФ